# Symfonie nr. 60 (Hovhaness)
Alan Hovhaness componeerde zijn Symfonie nr. 60; To the Appalachian Mountains, opus 396 in 1985. Hovhaness heeft deze compositie ook wel een Americana genoemd.
Het werk is geschreven op verzoek van Martin Marietta Energy Systems Inc. ter waardering van Homecoming 86, een feestelijke activiteit in de staat Tennessee. Op 6 augustus 1985 werd het contract ondertekend en Hovhaness zette zich in november en december van dat jaar aan het componeren.

## Delen
1. Adagio doloroso;
2. Allegro;
3. Senza misura: Adagio;
4. Finale: Andante - Allegro.

Al bij de eerste noten blijkt dat Hovhaness lak had aan de nieuwe muziekstromingen van de 20e eeuw; geen twaalftoonstechniek; geen seriële muziek of minimal music. De symfonie is in zijn persoonlijke stijl geschreven en het lijkt erop dat hij veel plezier had tijdens het componeren. Zijn stijl is het best te omschrijven als een combinatie van Amerikaanse en Armeense muziek met een vleugje Oosters. In deze symfonie komen de Amerikaanse en Armeense invloeden sterk naar voren. Gedragen muziek, pesante, van dan weer houten, dan weer koperen blaas instrumenten boven de strijkers met af en toe percussie. Om het werk te vertalen een grove schets:
1. filmmuziek bij een oude western; John Wayne en Clint Eastwood rijden door een wijd landschap met eindeloze heuvels en prairies; in gedachten op de achtergrond buffels etc.;
2. begint met line-dance en jig, vrolijke dansmuziek na een dag van hard werken; typische fiddlerklanken en ritmes; gevolgd door een romantisch avond (hobo), daarna gevolgd door Oosterse muziekklanken; dit deel heeft wel wat weg van Rodeo van Aaron Copland, maar veel verfijnder;
3. afscheid nemen van een goede vriend; het deel is gebaseerd op een lied: Parting Friends; melancholisch van aard; (Hovhaness ontving ooit van een pianoprofessor het boek Social Harp, waarin dit lied ook voorkomt);
4. is een terugkeer van deel 1.

Al met al een zeer melodieuze compositie van ongeveer 35 minuten.

## Orkestratie
- 3 dwarsfluiten, 3 hobo’s, 2 klarinetten, 2 fagotten;
- 4 hoorns, 3 trompetten, 3 trombones, 1 tuba
- 1 stel pauken, 4 man / vrouw percussie, 1 harp;
- violen, altviolen, celli, contrabassen.

## Premiere
In 1986 werd de première gegeven door het Knoxville Symphony Orchestra. De dirigent wilde niet te veel repetitietijd aan dit werk wijden, aangezien hij een werk van Johannes Brahms meer tijd wilde geven. Tijdens de repetities hoorde Hovhaness al dat de dirigent de tempi veel te snel nam en componeerde in de avond voor de première een prelude voor fluit, klarinet en harp, die voor de symfonie moest worden uitgevoerd, om de tempi wat langzamer te krijgen. Het bleek niet veel te helpen. De eerste uitvoering was nog te snel naar de zin van de componist. De tweede uitvoering bleek een stuk beter, maar toen waren alle officials alweer vertrokken. Gezien de nerveuse dirigent is er in de begintijd nooit een opname gemaakt.

## Discografie
- Uitgave Naxos; Deutsches Symphonie-Orchester Berlin o.l.v. Gerard Schwarz

## Bron
- De compact disc
- Hovhaness.com

Symfonie nr. 1 · 2 · 3 · 4 · 5 · 6 · 7 · 8 · 9 · 10 · 11 · 12 · 13 · 14 · 15 · 16 · 17 · 18 · 19 · 20 · 21 · 22 · 23 · 24 · 25 · 26 · 27 · 28 · 29 · 30 · 31 · 32 · 33 · 34 · 35 · 36 · 37 · 38 · 39 · 40 · 41 · 42 · 43 · 44 · 45 · 46 · 47 · 48 · 49 · 50 · 51 · 52 · 53 · 54 · 55 · 56 · 57 · 58 · 59 · 60 · 61 · 62 · 63 · 64 · 65 · 66 · 67